# Вагінальний кандидоз
Вагіна́льний кандидо́з (кандидозний вульвовагініт), відомий як «молочниця» — одна з найпоширеніших грибкових інфекцій сечостатевої системи у жінок, спричинена зазвичай умовно-патогенними грибами роду Candida (незначно є в організмі кожної людини — в ротовій порожнині, кишці, на шкірі, на слизових оболонках геніталій), що за певних умов розмножуються надмірно.

## Епідеміологія
Близько 75 % жінок протягом життя мали вагінальний кандидоз, і майже 40 % зустрічалися з ним повторно. У США захворюваність на вагінальний кандидоз становить близько 13 млн випадків на рік (близько 10 % жіночого населення країни). Подібні показники і в інших розвинутих країнах.

## Види кандидозу
Загальноприйнятою класифікацією кандидозів є розподіл їх за локалізацією запалення:
- поверхневий (окрім вагінальних уражень, є пошкодження слизових оболонок, нігтів, шкіри);
- вісцеральний (уражені ще й внутрішні органи).

## Причини
Наразі немає чіткого пояснення, чому одні жінки схильні до молочниці, а інші — ні. Але встановлено ряд факторів, які можуть збільшити ризик захворювання вагінальним кандидозом.
- Тісний одяг. В складках шкіри підвищується температура й вологість, що сприяє росту грибків.
- Некоректна інтимна гігієна. Інфекція Candida albicans дуже часто населяє кишку, і через недотримання гігієни після дефекації грибок з кишки може потрапити у вагіну й спричинити захворювання.
- Гормональні зсуви. Багато жінок занедужують безпосередньо перед менструацією або під час вагітності, коли змінюється гормональний статус організму.
- Вагінальний секс, незахищений статевий акт. Молочниця не є ІПСШ, однак при статевому акті порушується слизова оболонка та мікробіом вагіни й зростає ризик захворювання.
- Застосування антибіотиків. Потужні антибіотики широкого спектру дії вбивають як шкідливі бактерії, так і корисні. У результаті антибіотикотерапії бактеріальних інфекцій, як правило, порушується баланс між бактеріями й грибками, що призводить до розвитку кандидозу.
- Застосування протизаплідних таблеток. Природні гормони беруть участь у контролі чисельності грибків. Застосування гормональних контрацептивів може вплинути на гормональний баланс і обумовити розвиток молочниці.
- Ослаблений імунітет. Тяжке захворювання або застосування ліків, що пригнічують імунну систему, призводять до зниження імунітету й розвитку кандидозу.
- Діабет. При діабеті підвищується рівень цукру в крові й сечі, відповідно, і у вагінальному секреті, що зменшує кислотність у вагіні, і кандиди починають розмножуватись.

## Симптоматика
- Свербіж у вагіні та вульві. Це найпоширеніший прояв молочниці, він може бути настільки сильним, що викликає подразнення.
- Патологічні вагінальні виділення. При молочниці вони стають значнішими, білими, нагадують сир, але без неприємного запаху.
- Біль (при сечовипусканні, сексі). Якщо слизова оболонка вагіни запалюється, контакт сечі з нею чи дотики є болісними.
- У чоловіків скарги на печіння, свербіж, почервоніння голівки пеніса, крайньої плоті, білий наліт на голівці пеніса (баланопостит), біль при статевому акті і сечовипусканні.

## Діагностика
Набір досліджень при скаргах стандартний і проводиться у послідовності:
1. Мазок (бактеріоскопія).
2. За необхідності — посів (бактеріологічне дослідження).
3. ПЛР (ДНК-діагностика).

## Лікування
Лікування кандидозу має на увазі комплексну терапію.
Лікування необхідно почати з усунення причини: відмінити антибіотики, контрацептивний засіб, компенсувати порушення обміну речовин.
Методів лікування вагінального кандидозу багато. Місцеві засоби, такі як вагінальні креми, свічки або таблетки (Неотризол), курс лікування якими становить 5-8 і більше днів. Застосовуються Флуконазол та Ітраконазол, у важких випадках застосовується внутрішньовенне введення каспофунгіну.
У чоловіків молочниця може протікати безсимптомно і після успішного лікування партнерки передаватися їй знову, тому лікуватись необхідно обом партнерам.